# 神々の悪戯
『神々の悪戯』（かみがみのあそび）は、株式会社ブロッコリーより2013年10月24日に発売されたPlayStation Portable用女性向け恋愛アドベンチャーゲーム。アナザーストーリーとなる続編『神々の悪戯 InFinite』（かみがみのあそび インフィニット）が2016年4月21日にPlayStation PortableとPlayStation Vitaで発売された。また、2作をセットにした『神々の悪戯 Unite Edition』（かみがみのあそび ユナイト エディション）が2022年1月27日にNintendo Switchで発売された。
キャラクターデザイン、原画はカズキヨネが担当。2014年4月から6月までテレビアニメが放送された。

## ストーリー
神話の世界において、神々の中に、人間嫌いの問題児がいるらしいという疑惑が浮上した。これを重く見たゼウスら神々の代表は、希薄がちだった「神と人間のつながり」をもう一度認識してもらうべく、人間を真似て「箱庭」と呼ばれる学校を作り、日本神話・ギリシア神話・北欧神話・エジプト神話に登場する神々を呼び寄せた。加えて、ゼウスは神々に「人間」や「愛」について学んでもらうべく、ただ一人の人間の女の子・草薙結衣も召喚した。そして、彼は神々の力を封じた上で「就学期間の1年以内に、神々が人間について理解することができなければ、結衣も含めた全員が箱庭に閉じ込められる」と言い渡す。こうして神様達と草薙結衣の新たな学園生活が始まった。

## 登場人物

### メインキャラクター
草薙 結衣（くさなぎ ゆい)
声 - 早見沙織（テレビアニメ版）
本作の主人公。高校3年生の女の子。ゲームにおいては下の名前の変更が可能。
実家は神社で、居合道を習っている。恋愛事には疎い性格。土蔵にあった天叢雲剣の光に導かれ、神話の世界に飛ばされる。
テレビアニメ・ゲーム共に学（声 - 興津和幸）、純（声 - 菅沼久義）という2人の兄がいる。
アポロン・アガナ・ベレア
声 - 入野自由
ギリシャ神話の太陽神。
楽天的かつ陽気な性格で、学園のムードメーカー。眉目秀麗だが詰めが甘くドジをすることもある。学園の生徒会長であり部活は硬式テニス部。ハデスルートでは天文部
トト曰く「阿呆」。
ハデス・アイドネウス
声 - 小野大輔
ギリシャ神話の冥府の神。ゼウスの兄でアポロンは甥にあたる。
孤独を好み、何事にも大人の対応ができるが、本人も気にするほどの運のない男。性格がクールというわけではなく、サムい駄洒落をよく口にする。
いちごと大福が大好物。これを組み合わせたいちご大福の存在を結衣から教えてもらい、あまりの旨さにショックを受ける。部活動は天文部
トト曰く「根暗」。
戸塚 月人（とつか つきと）
声 - 上村祐翔
日本神話の月の神。
常にクールで能動的に行動するが、協調性はある。生徒会の一員。自身の式神である、うさまろを抱いていることが多い。何もないとすぐ眠る。部活動は文芸部
トト曰く「愚鈍」。
戸塚 尊（とつか たける）
声 - 豊永利行
日本神話の海の神。月人の弟。
短気ですぐ手が出てしまう性格だが、自分が認めた相手は素直に尊敬するなど男気に溢れる。部活動は剣道部。ハデスルートでは天文部
トト曰く「ペケ」。
バルドル・フリングホルニ
声 - 神谷浩史、阿澄佳奈（幼少期）
北欧神話の光の神。
癒しのオーラを身にまとう人気者。よく何もない所で転ぶ。お肉が大好きで野菜が嫌い。部活動は軟式テニス部
トト曰く「天然」。
ロキ・レーヴァテイン
声 - 細谷佳正、小橋里美（幼少期）
北欧神話の炎の神。バルドルとは親友同士。
学園のトリックスター。無邪気な笑顔でいたずらを企む気分屋。部活動は帰宅部、ゲームでは新聞部の場合もある。
トト曰く「餓鬼」。
アヌビス・マアト
声 - 梶裕貴
エジプト神話死の神。
純粋な性格だが、それが過ぎて人間には警戒心が強い。独特の言葉を話すが、心を許した相手には言っていることが分かるようになる。
トト・カドゥケウス
声 - 森川智之
エジプト神話の叡智の神。教師役を務める。
なおアヌビス・トトを攻略するルートは一定条件を満たした後に登場する。
ディオニュソス・テュルソス
声 - 野島裕史
ギリシャ神話の豊穣の神。
コミュニケーション能力に長ける。部活動は園芸部。ゲームではハデスルートで天文部に入る。
トト曰く「酔いどれ」。
トール・メギンギヨルズ
声 - 杉山紀彰
北欧神話の雷を司る最強の戦神。
寡黙だが周囲からの信頼は高い人物。ロキとよく一緒にいる。バルドルとロキの見守り役。部活動はロキと同じ帰宅部。またルートによって放送部に。
トト曰く「のっぽ」。
戸塚 陽（とつか あきら）
声 - 内田夕夜
日本神話の太陽神。月人・尊の兄。

### サブキャラクター
ゼウス・ケラウノス
声 - 大塚芳忠（大人）、阪口大助（子供）
学園長でアポロンの父かつハデスの弟。主人公が神話の世界に呼ばれるきっかけを作り、生徒の神々にはそれぞれに枷となる装飾具によって神としての力を封じた。少年の姿にも変わることができる。
メリッサ
声 - 関智一
ゼウスが用意した、主人公の学園での世話役を務める泥人形。べらんめぇ口調で人情に厚く、良き相談相手にもなってくれる。
主人公を「草薙（くさなぎ）」ではなく「くたなぎ」と呼ぶ。
うさまろ
戸塚月人の式神でうさぎの姿をしている。ある事情により壊れたうさまろを尊が貝殻により修復した。名付け親は戸塚尊。

## 用語
箱庭
ゼウスたちが作った、「神々が人間について、そして愛について」学ぶ為の学校。神々以外の生徒は様々な精霊が擬人化してこれを務める。ゲームでは周りの生徒はゼウスが作った泥人形である。
アニメでは生徒が人間や愛を理解することによって、ゼウスが用意したシャンデリア型の器の中身が満たされる。1年以内にこれを満たせば全員卒業、できなければ永遠にそこに閉じ込められてしまう。
ゲームではそれぞれの神が人間と愛を理解した時、ゼウスの枷が自然と外れ、卒業できるようになる。
学校には「生徒会」「部活動」があり、主人公はいずれかどちらに参加することになる。なおアニメでは全員が部活動に参加している。

## テレビアニメ
2014年4月から6月までTOKYO MXほかにて放送された。

### スタッフ
- 原作 - ブロッコリー
- キャラクター原案 - カズキヨネ
- 監督 - 河村智之
- シリーズ構成 - 金春智子
- キャラクターデザイン・総作画監督 - 芝美奈子
- プロップデザイン - 樋口聡美、小川浩
- 美術設定 - 青木智由紀
- 美術監督 - 高橋麻穂
- 色彩設計 - 秋元由紀
- 撮影監督 - 加藤伸也
- 編集 - 松原理恵
- 音響監督 - 菊田浩巳
- 音楽 - Elements Garden（藤田淳平、藤間仁、Evan Call）
- 音楽制作 - フロンティアワークス
- 音楽プロデューサー - 岩田充裕
- チーフプロデューサー - 松永孝之、内野秀紀
- プロデューサー - 境野知子、河本紗知、紺野さやか、吉田敦則、山崎史紀
- アニメーションプロデューサー - 平野強
- アニメーション制作 - ブレインズ・ベース
- 製作 - 神あそ製作委員会（フロンティアワークス、KADOKAWA、ブロッコリー、ムービック、ショウゲート）

### 主題歌
オープニングテーマ「TILL THE END」
作詞 - 香月亜哉音 / 作曲 - 上松範康 / 編曲 - 藤田淳平 / 歌 - アポロン（入野自由）、ハデス（小野大輔）、月人（上村祐翔）、尊（豊永利行）、バルドル（神谷浩史）、ロキ（細谷佳正）
第1話では未使用。
エンディングテーマ「REASON FOR...」
作詞 - 香月亜哉音 / 作曲・編曲 - 藤間仁 / 歌 - アポロン（入野自由）、ハデス（小野大輔）、月人（上村祐翔）、尊（豊永利行）、バルドル（神谷浩史）、ロキ（細谷佳正）

### 各話リスト
| 話数     | サブタイトル               | 脚本         | 絵コンテ          | 演出       | 作画監督                                                                            |
| -------- | -------------------------- | ------------ | ----------------- | ---------- | ----------------------------------------------------------------------------------- |
| 第一話   | 禁じられた箱庭（がくえん） | 金春智子     | 河村智之          | 河村智之   | しまだひであき、小倉寛之 津幡佳明                                                   |
| 第二話   | 美しき呪縛（かせ）         | 金春智子     | 河村智之          | 関野関十   | 瀧原美樹、江森真理子                                                                |
| 第三話   | 海風の葛藤（いさかい）     | 金春智子     | 吉村愛            | 吉村愛     | 福世真奈美、千葉充                                                                  |
| 第四話   | 冥王の不幸（のろい）       | 高山カツヒコ | 藤田陽一          | 藤田陽一   | 門智昭、永作友克                                                                    |
| 第五話   | 許されざる激情（こころ）   | 金春智子     | Royden B          | 阿部雅史   | 市野まりあ                                                                          |
| 第六話   | 月光の指輪（きもち）       | 関根アユミ   | 松田清            | 松田清     | しまだひであき、永作友克                                                            |
| 第七話   | 雪原の約束（ちかい）       | 関根アユミ   | 名村英敏          | 黒田晃一郎 | 山本道隆、谷口繁則 白川茉莉、櫻井拓郎 高田和典、粟井重紀                            |
| 第八話   | 光たる羨望（こどく）       | 高山カツヒコ | 吉沢俊一          | 吉沢俊一   | しんぼたくろう、福世真奈美 江森真理子                                               |
| 第九話   | 昏き花散る迷宮（おり）     | 金春智子     | 藤田陽一          | 藤田陽一   | 荒木弥緒、伊勢奈央子 小倉寛之、小園菜穂 熊田明子、福世真奈美 本田宗一               |
| 第十話   | 愛すべき日常（うたかた）   | 関根アユミ   | 吉沢俊一          | 山名隆史   | 佐原亜湖、廣実愛                                                                    |
| 第十一話 | 宿命の牢獄（くさり）       | 関根アユミ   | ユキヒロマツシタ  | 美甘義人   | しんぼたくろう、しまだひであき 鳥山冬美、本田創一 江森真理子                        |
| 最終話   | 永遠の終止符（わかれ）     | 金春智子     | 河村智之 藤田陽一 | 河村智之   | 江森真理子、本多みゆき 小倉寛之、荒木弥緒 村田憲泰、佐原亜湖 福世真奈美、一ノ瀬結梨 |

### 放送局
| 放送地域 | 放送局       | 放送期間                | 放送日時                     | 放送系列       | 備考                                |
| -------- | ------------ | ----------------------- | ---------------------------- | -------------- | ----------------------------------- |
| 東京都   | TOKYO MX     | 2014年4月6日 - 6月21日  | 日曜 1:00 - 1:30（土曜深夜） | 独立局         |                                     |
| 兵庫県   | サンテレビ   | 2014年4月8日 - 6月24日  | 火曜 0:30 - 1:00（月曜深夜） | 独立局         |                                     |
| 愛知県   | テレビ愛知   | 2014年4月8日 - 6月24日  | 火曜 2:05 - 2:35（月曜深夜） | テレビ東京系列 |                                     |
| 日本全域 | BS11         | 2014年4月11日 - 6月27日 | 金曜 23:00 - 23:30           | BS放送         | 『ANIME+』枠                        |
| 日本全域 | アニマックス | 2014年4月11日 - 7月4日  | 金曜 22:00 - 22:30           | BS/CS放送      | リピート放送あり                    |
| 日本全域 | アニマックス | 2014年4月12日 - 7月5日  | 土曜 22:30 - 23:00           | BS/CS放送      | [ 注 1 ]                            |
| 日本全域 | AT-X         | 2015年7月14日 -         | 火曜 20:00 - 20:30           | CS放送         | 『アニメ女子部』枠 リピート放送あり |

| 日本全域 | バンダイチャンネル | 2014年4月11日 - 6月27日 | 金曜 12:00 更新              | ネット配信 | 見放題サービス利用者は全話見放題 |
| 日本全域 | ニコニコチャンネル | 2014年4月12日 - 6月28日 | 土曜 0:00 更新（金曜深夜）   | ネット配信 |                                  |
| 日本全域 | ニコニコ生放送     | 2014年4月12日 - 6月28日 | 土曜 1:00 - 1:30（金曜深夜） | ネット配信 |                                  |
| 日本全域 | dアニメストア      | 2014年4月12日 - 6月28日 | 土曜 12:00 更新              | ネット配信 | 見放題サービス利用者は全話見放題 |

### BD / DVD
| 巻 | 発売日         | 収録話          | 規格品番  | 規格品番  |
| 巻 | 発売日         | 収録話          | BD        | DVD       |
| -- | -------------- | --------------- | --------- | --------- |
| 1  | 2014年6月25日  | 第1話 - 第2話   | MFXT-0023 | MFBT-0029 |
| 2  | 2014年7月30日  | 第3話 - 第4話   | MFXT-0024 | MFBT-0030 |
| 3  | 2014年8月27日  | 第5話 - 第6話   | MFXT-0025 | MFBT-0031 |
| 4  | 2014年9月24日  | 第7話 - 第8話   | MFXT-0026 | MFBT-0032 |
| 5  | 2014年10月29日 | 第9話 - 第10話  | MFXT-0027 | MFBT-0033 |
| 6  | 2014年11月26日 | 第11話 - 第12話 | MFXT-0028 | MFBT-0034 |

### webラジオ
神あそラジオ
2014年4月25日から7月11日までアニメイトTV、モバイルアニメイトにて配信されたWEBラジオ番組。第2、第4金曜日配信。ニコニコ動画では4月26日から7月12日まで第2、第4土曜日に配信されていた。パーソナリティは、上村祐翔（戸塚月人 役）、豊永利行（戸塚尊 役）。
神あそラジオ 再臨
2015年2月13日から4月10日まで配信された。更新日時・サイト・パーソナリティは第1期と同じ。2015年11月7日に開催された公開録音『神あそラジオ特別編 in AGF2015 月人と陽の公開録音SP』の音源が、同年12月25日に配信された。

## 関連書籍

### コミカライズ
『シルフ』（KADOKAWA アスキー・メディアワークス）にて2012年2月号から2014年10月号まで連載された。作画は墨田モト。全3巻。
1. （2013年10月22日発売、ISBN 978-4048919548）
2. （2014年5月22日発売、ISBN 978-4048665841）
3. （2014年10月21日発売、ISBN 978-4048669696）

### コミックアンソロジー
- 神々の悪戯 コミックアンソロジー（KADOKAWA アスキー・メディアワークス、2014年3月22日発売、ISBN 978-4048664073）
- 神々の悪戯 アンソロジー（KADOKAWA エンターブレイン、2014年5月15日発売、ISBN 978-4047297036）
- 神々の悪戯 アニメ公式アンソロジー（フロンティアワークス、2014年8月25日発売、ISBN 978-4861347023）

### ファンブック
- 神々の悪戯 オフィシャルファンブック（KADOKAWA アスキー・メディアワークス、2014年3月22日発売、ISBN 978-4048662819）
- アニメ 神々の悪戯 コンプリートファンブック（学研パブリッシング、2015年1月27日発売、ISBN 978-4054062016）

## 舞台
The Stage 神々の悪戯 太陽と冥府の希望
2017年8月16日から20日にかけて、東京・CBGKシブゲキ!!で上演。アポロンとハデスを中心としたギリシャ神話編と呼ばれる内容となっている。
脚本・演出は鄭光誠、音楽は印南俊太朗。
The Stage 神々の悪戯 光と炎の約束
2019年4月13日から21日にかけて、東京・新宿村LIVEで上演。バルドルとロキを中心とした北欧神話編と呼ばれる内容となっている。
脚本・演出は鄭光誠。

### 『太陽と冥府の希望』キャスト
- アポロン・アガナ・ベレア - 矢島八雲
- ハデス・アイドネウス - 塩川渉
- トト・カドゥケウス - 本川翔太
- ディオニュソス・テュルソス - 丹野延一
- 草薙結衣 - 関根優那（Cheeky Parade）
- ゼウス・ケラノウス - 金すんら
- アンサンブル - 山下正揮、関口裕也、柿原康希、多田聡、沢健太郎、浜田拓斗

### 『光と炎の約束』キャスト
- バルドル・フリングホルニ - 與座亘[3]
- ロキ・レーヴァテイン - 辻諒[3]
- トト・カドゥケウス - 松本旭平[3]
- トール・メギンギヨルズ - 新井將[3]
- ゼウス・ケラウノス - 高田誠[3]
- 草薙結衣 - 関根優那[3]
- アンサンブル - 佐藤佑樹、鈴木洸輝、手塚直樹、南井雄斗、萩原匠、平賀勇成